# Seznam nizozemskih biologov
Seznam nizozemskih biologov.

## A
- Jan Willem Arntzen

## B
- Jacob Gijsbertus Samuël van Breda

## G
- Els Goulmy

## H
- Bierens de Haan
- Wilhem de Haan

## K
- Boštjan Kiauta (niz. Bastia(a)n Kiauta)
- Albert Jan Kluyver
- Alex Kraaijeveld

## M
- Johannes Govertus de Man

## N
- Cornelius Van Niel

## S
- Jan Swammerdam

## T
- Nikolaas Tinbergen

## V
- Hugo de Vries

## W
- Frits Warmolt Went